# Cathédrale nationale de Washington
 (septembre 2018).
Si vous disposez d'ouvrages ou d'articles de référence ou si vous connaissez des sites web de qualité traitant du thème abordé ici, merci de compléter l'article en donnant les références utiles à sa vérifiabilité et en les liant à la section « Notes et références ».
Cette  cathédrale ne doit pas être confondue avec une autre cathédrale de Washington.
 D’autres cathédrales portent le nom de cathédrale Saint-Pierre-et-Saint-Paul.
La cathédrale nationale (officiellement consacrée sous le vocable de « cathédrale Saint-Pierre-et-Saint-Paul de Washington »), siège de l’archiépiscopat épiscopalien de Washington, est l’un des plus importants édifices religieux des États-Unis : par sa taille, c’est également la sixième plus vaste cathédrale du monde (sans compter donc les basiliques Saint-Pierre de Rome et Notre-Dame de la Paix de Yamoussoukro, qui n’ont pas le statut de cathédrale).
Cet édifice est visité chaque année par plus de 800 000 personnes.

## Projet et construction

La cathédrale nationale en construction, 1932.

Le premier président des États-Unis George Washington fut le premier à envisager la fondation d'une cathédrale dans la nouvelle capitale fédérale après l'indépendance du pays. En 1893, le congrès adopta une charte, jetant les bases juridiques nécessaires à l'édification de la cathédrale nationale. La première pierre du sanctuaire fut posée en 1907 par le président Théodore Roosevelt : son achèvement ne date que de 1990.
Elle a été endommagée lors du séisme du 23 août 2011.

## Architecture
Cet imposant sanctuaire est l'œuvre des architectes Frederick Bodley et Philip Hubert Frohman (en), le second ayant pris en main les travaux après la première guerre mondiale et jusqu'à sa mort en 1972. Après avoir longtemps hésité quant au parti architectural qui serait choisi pour la cathédrale, ses concepteurs optèrent finalement pour un style néogothique inspiré par les cathédrales d'Angleterre et de Normandie. Les dimensions du sanctuaire sont impressionnantes : 161 mètres de long de l'entrée de la nef jusqu'au chevet, et 94,8 mètres de hauteur entre la base et le sommet de la tour centrale.

Bâtie en pierre calcaire de l'Indiana, la cathédrale est bâtie sur un plan en forme de croix latine.

### Façade ouest
La façade ouest, flanquée de deux puissantes tours, est percée d'une vaste rosace prise dans une arcature gothique. Trois portails ouvrent sur le parvis : tandis que les portes en bronze représentent divers épisodes de la Genèse, le tympan du portail central est orné d'un relief sculpté représentant l'humanité naissant du chaos originel, œuvre de l'artiste Vincent Palumbo. Le porche latéral droit porte le nom de Winston Churchill, en hommage à l'homme d'État britannique. Au sommet de la façade, une galerie d'observation des pèlerins (Pilgrim Observation Gallery) a été aménagée.
De part et d'autre de l'édifice, pinacles et gargouilles offrent des sculptures inspirées de l'iconographie médiévale, sans exclure des thèmes plus profanes : ainsi, l'une des gargouilles représente un politicien corrompu avec des billets de cent dollars dépassant des poches de son manteau, une autre représentant le seigneur sith Dark Vador, personnage clef du film Star Wars. Ce trait d'humour des artistes contemporains rejoint en cela les masques grossiers et autres caricatures ornant certaines églises et cathédrales européennes de l'époque médiévale.

### Nef

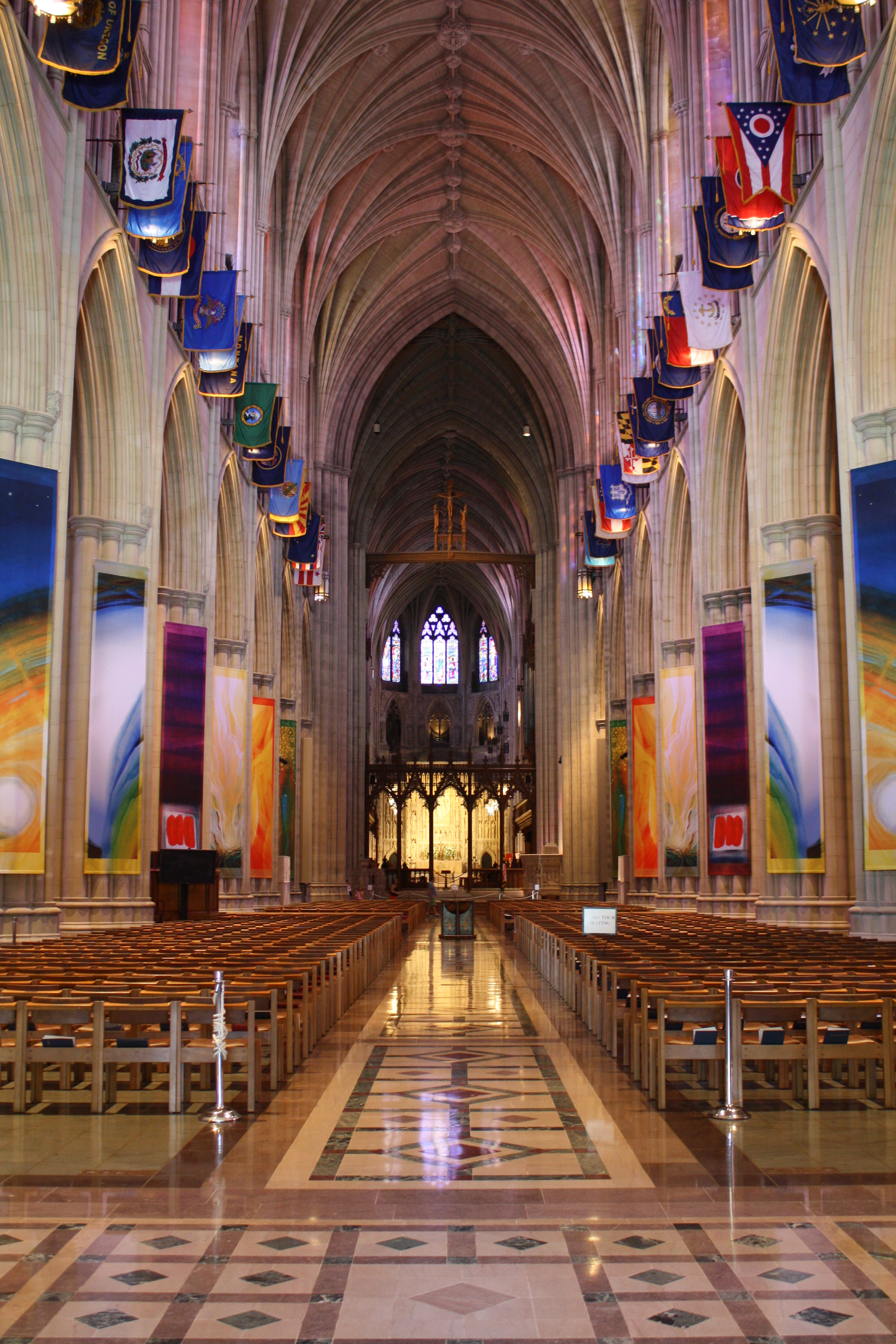
Nef de la cathédrale.

La nef fut consacrée en 1976. Flanquée de bas-côtés, elle forme un ensemble de huit travées, couvertes de voûtes sexpartites, et elle est bordée de chapelles latérales. La première chapelle du collatéral sud est dédiée à Washington. Elle est ornée d'une statue en marbre du premier président et fondateur des États-Unis. La plupart des chapelles latérales sont ornées de vitraux puisant leur thème dans l'iconographie chrétienne, mais également dans des thèmes plus contemporains : l'un des plus célèbres vitraux de la cathédrale, connu sous le nom de « vitrail de l'espace » - le nom officiel, moins parlant, est « Vitrail des scientifiques et des techniciens » - représente planètes et galaxies. Il contient un morceau de roche lunaire rapporté par l'équipage de la mission Apollo 11 en 1969. Une autre chapelle est consacrée aux explorateurs du continent américain : un vitrail représente Meriwether Lewis et William Clark, qui se sont rendus célèbres en ouvrant la voie vers la conquête de l'Ouest. Une série de drapeaux représentant les cinquante États de l'Union est suspendue au-dessus des arcades.

### Transept

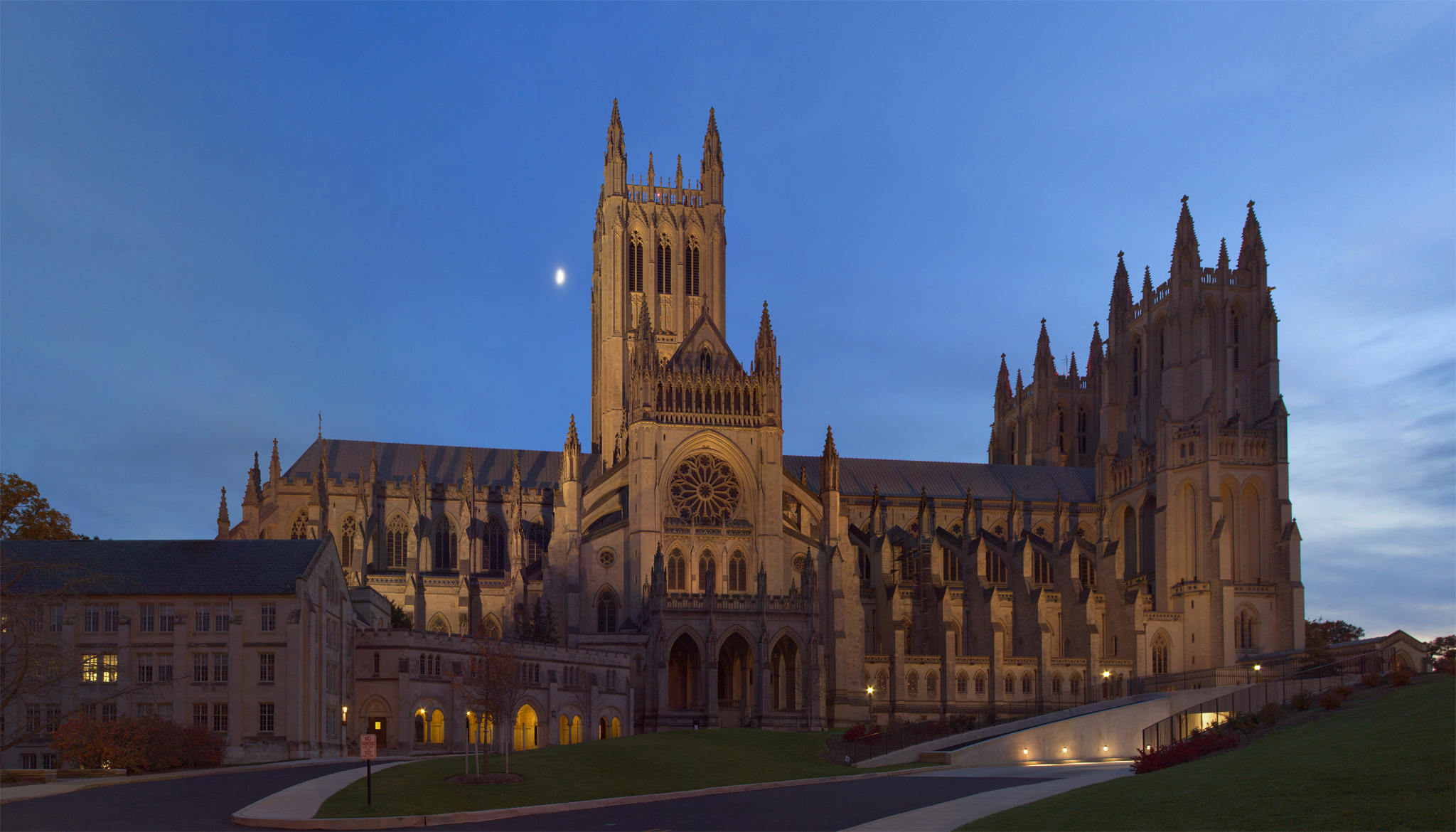
La cathédrale vue de North Road.

La croisée du transept est couverte par une tour centrale à deux niveaux baptisée « Gloria in excelsis ». Elle est couronnée par une série de pinacles ornés de motifs végétaux, dans la plus pure tradition gothique. Culminant à 94,8 mètres au-dessus des toits de Washington, elle en est également le point culminant.
Les deux croisillons sont éclairés par des rosaces. La rosace sud, inspirée des vitraux de la cathédrale de Chartres, en France, est l'œuvre des artistes Joseph Reynolds et Wilbur Burnham. Elle représente « l'église triomphante ».
À l'extérieur, quarante-quatre visages d'anges ornent l'archivolte du portail sud, couvert par un porche. Adossée au croisillon sud, une chapelle est dédiée aux vétérans des campagnes militaires (War memorial). Elle est prolongée vers l'est par une chapelle dédiée aux enfants. La children's chapel a été entièrement construite à l'échelle d'un enfant de six ans : elle accueille une statue représentant Jésus sous les traits d'un petit garçon. Le croisillon nord est également éclairé par une rosace, représentant le Jugement dernier.

### Chœur

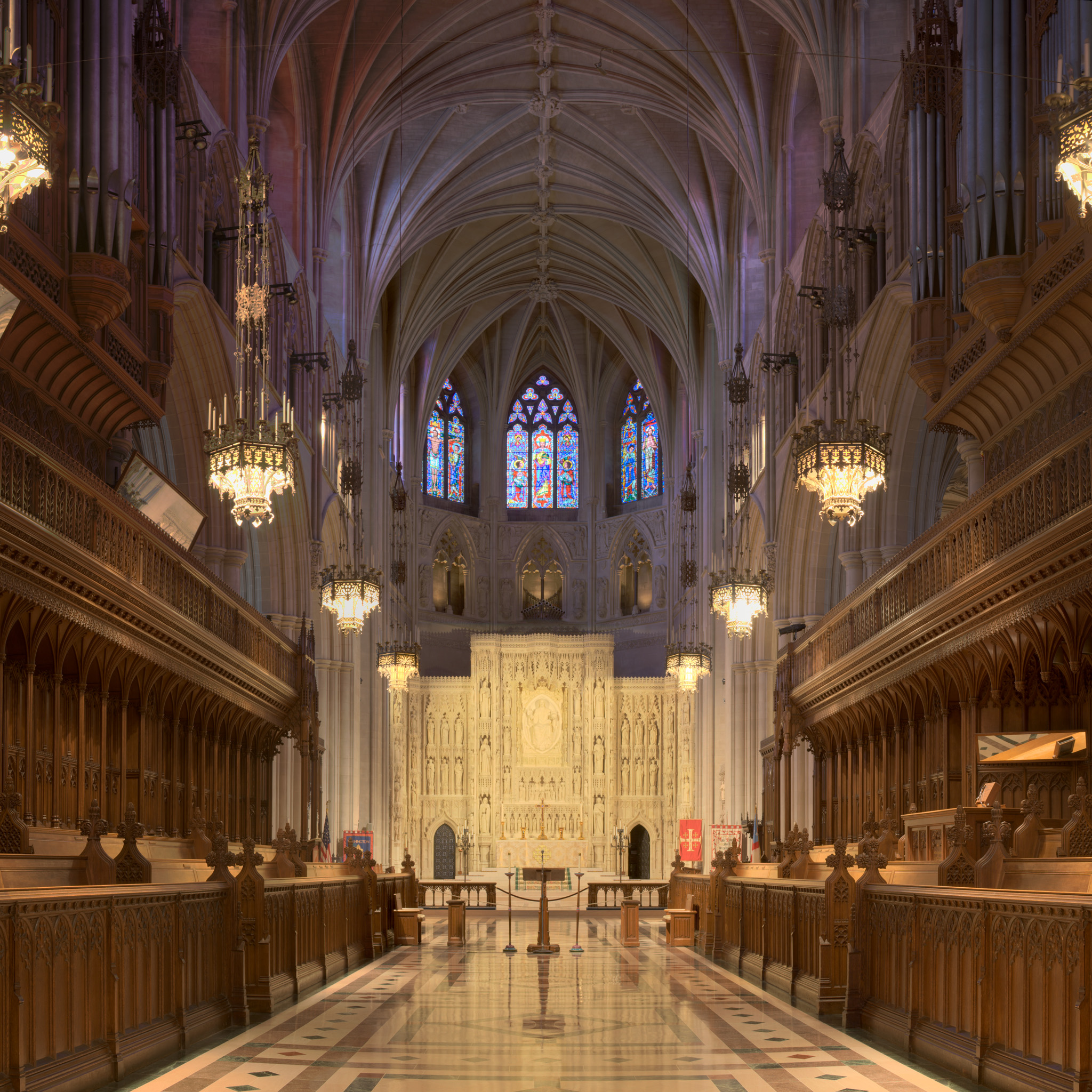
Le chœur de la cathédrale.

Le chœur forme un ensemble de six travées et se termine par une abside à trois pans. Il accueille de nombreux vitraux, dont une partie a été financée par le mécène James Sheldon. Celui-ci définit la cathédrale en ces mots : « Des vitraux merveilleux, de la grande musique, une architecture glorieuse : tout cela a une qualité cosmique. C'est la voix de Dieu et l'âme de l'homme. » Le maître-autel, en pierre de Caen, est abondamment sculpté. Il présente une statue du Christ entouré de 110 personnages. À la base de l'autel est enchâssé un fragment de pierre en provenance du mont Sinaï, tandis qu'à proximité se trouve la cathèdre de l'archevêque de Washington, en pierre de Glastonbury (Angleterre). Le chœur est flanqué de deux chapelles latérales : la chapelle Saint-Jean et la chapelle Sainte-Marie. La première, qui rend hommage aux grands hommes de l'histoire des États-Unis, présente des sculptures sur les thèmes de la Cène et de la crucifixion. La seconde est ornée d'un retable en bois de tilleul et de tapisseries du XVIe siècle, relatant l'histoire de David et Goliath. Dans l'angle de celle-ci et du croisillon nord se trouve la chapelle du Saint-Esprit, qui abrite trois retables de l'artiste N.C. Wyeth, ainsi qu'une statue de saint Louis.
Le sanctuaire, qui abrite la sépulture du président Woodrow Wilson, a également accueilli cinq funérailles présidentielles : Dwight Eisenhower, Ronald Reagan, Gerald Ford, George H. W. Bush et Jimmy Carter.

### Crypte
La cathédrale repose sur une crypte, achevée dès 1912. Véritable église basse, elle est flanquée de plusieurs chapelles. Sous la croisée du transept se trouve la chapelle Saint-Joseph d'Arimathie, décorée d'une fresque évoquant la mise au tombeau, tandis que la chapelle de la résurrection est ornée d'une série de mosaïques de facture plus moderne. Enfin, la chapelle de Bethléem abrite le tombeau de l'amiral George Dewey.

### Tombeaux
Outre le président Wilson et l'amiral Dewey, plusieurs personnalités américaines sont enterrées dans la cathédrale ou son colombarium dont les cendres d'Helen Keller (1880-1968), Cordell Hull (1871-1955), secrétaire d'État des États-Unis et Norman Prince, fondateur de l'escadrille Lafayette durant la Première Guerre mondiale et Anne Sullivan, éducatrice connue pour avoir enseigné à lire, à écrire et à parler à une jeune fille sourde et aveugle, Helen Keller.

### Orgue
L'orgue de tribune date de 1938. Agrandi en 1963, puis entre 1970 et 1975, il contient actuellement 10647 tuyaux. Michael McCarthy est le directeur musical, George Fergus est l'organiste titulaire et directeur musical associé, et Jeremy Filsell est l'artiste-en-résidence.

### Galerie

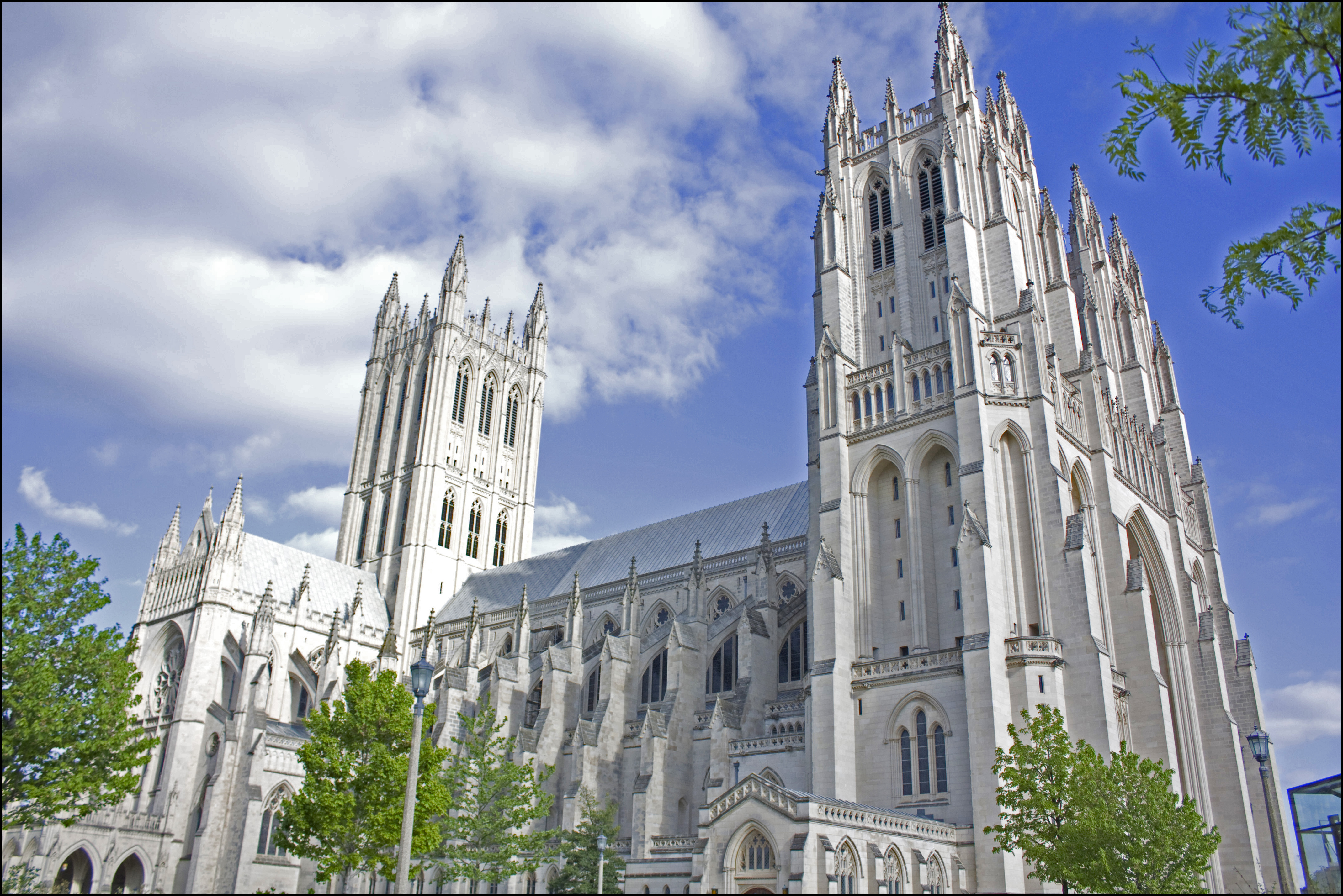
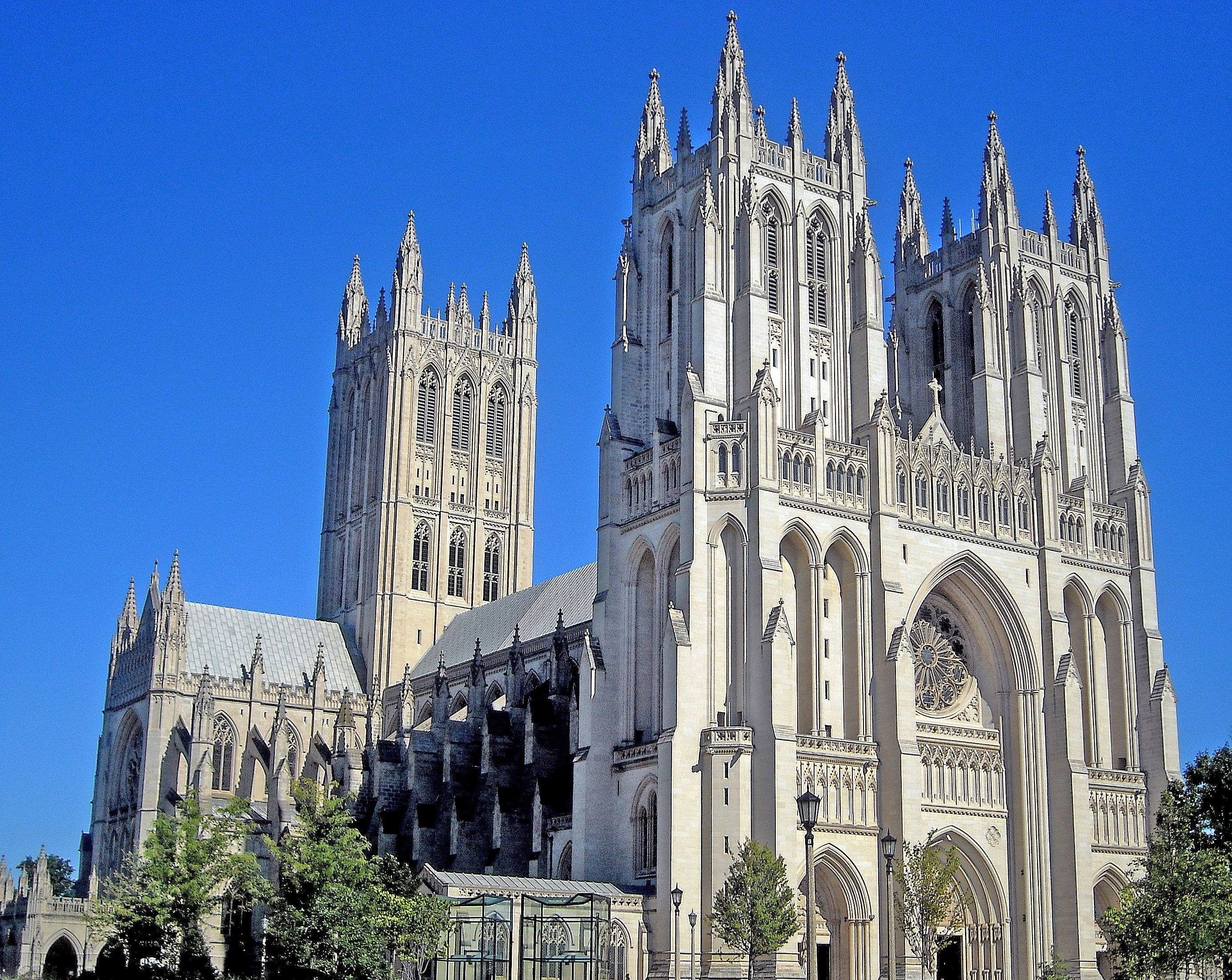
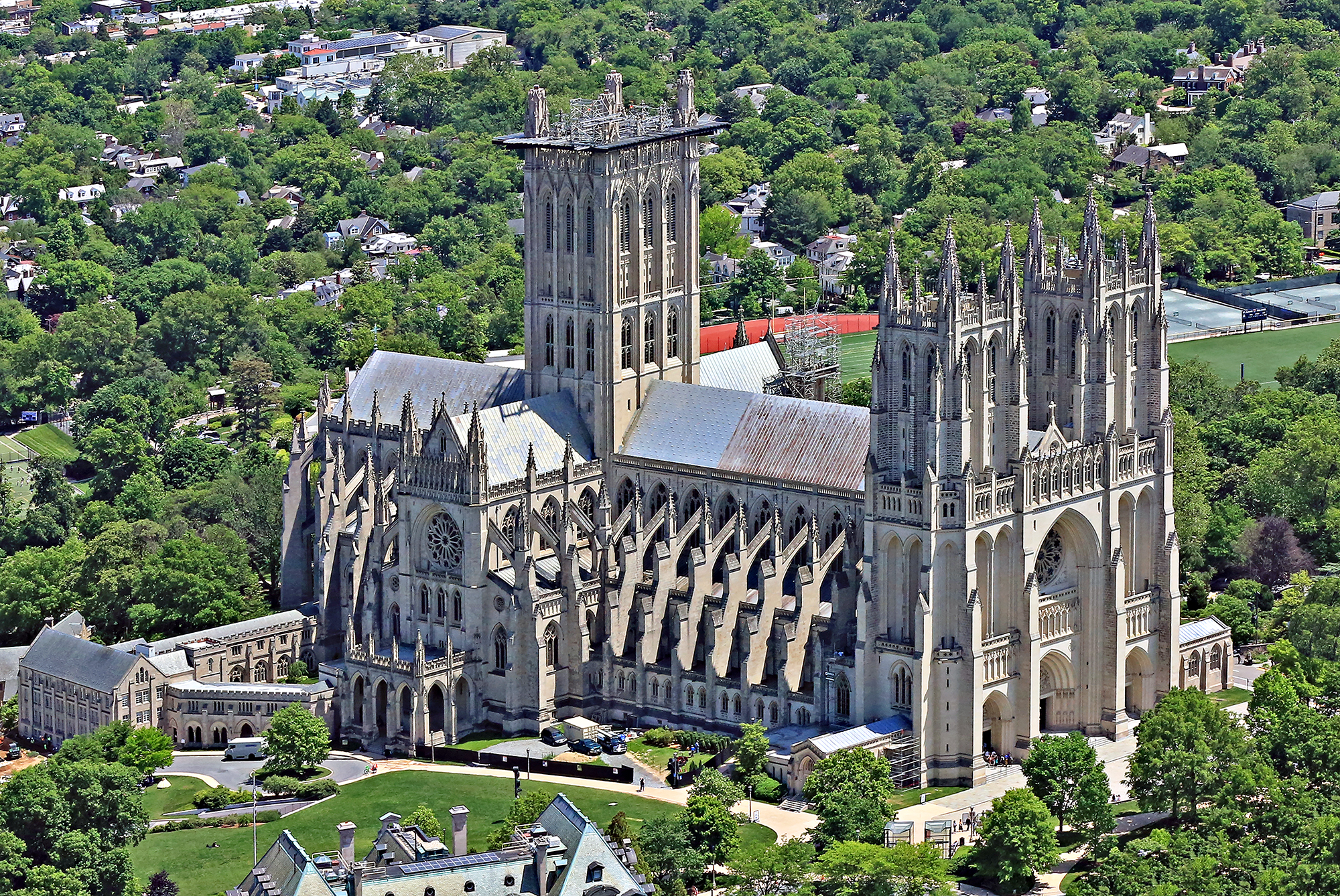
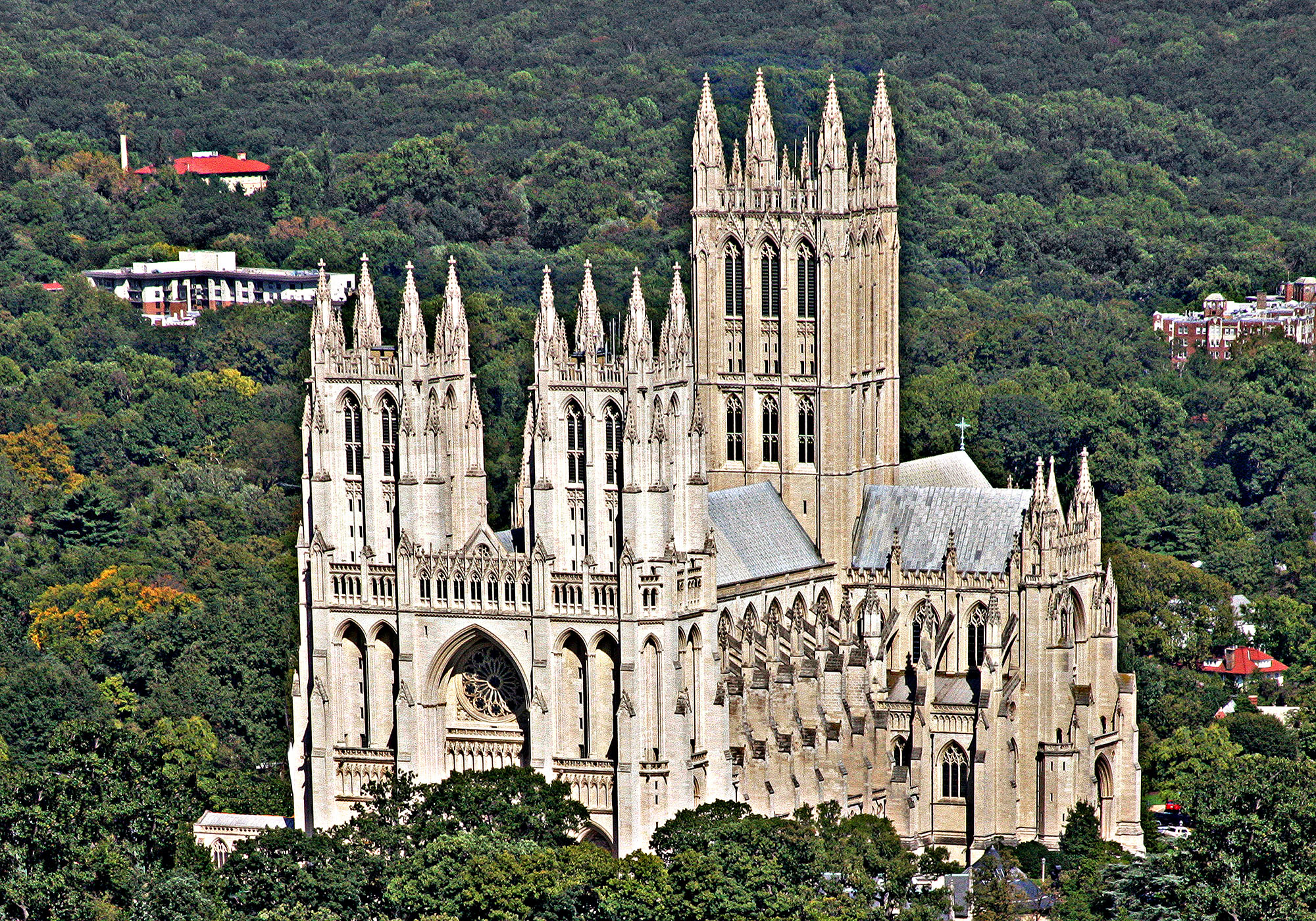
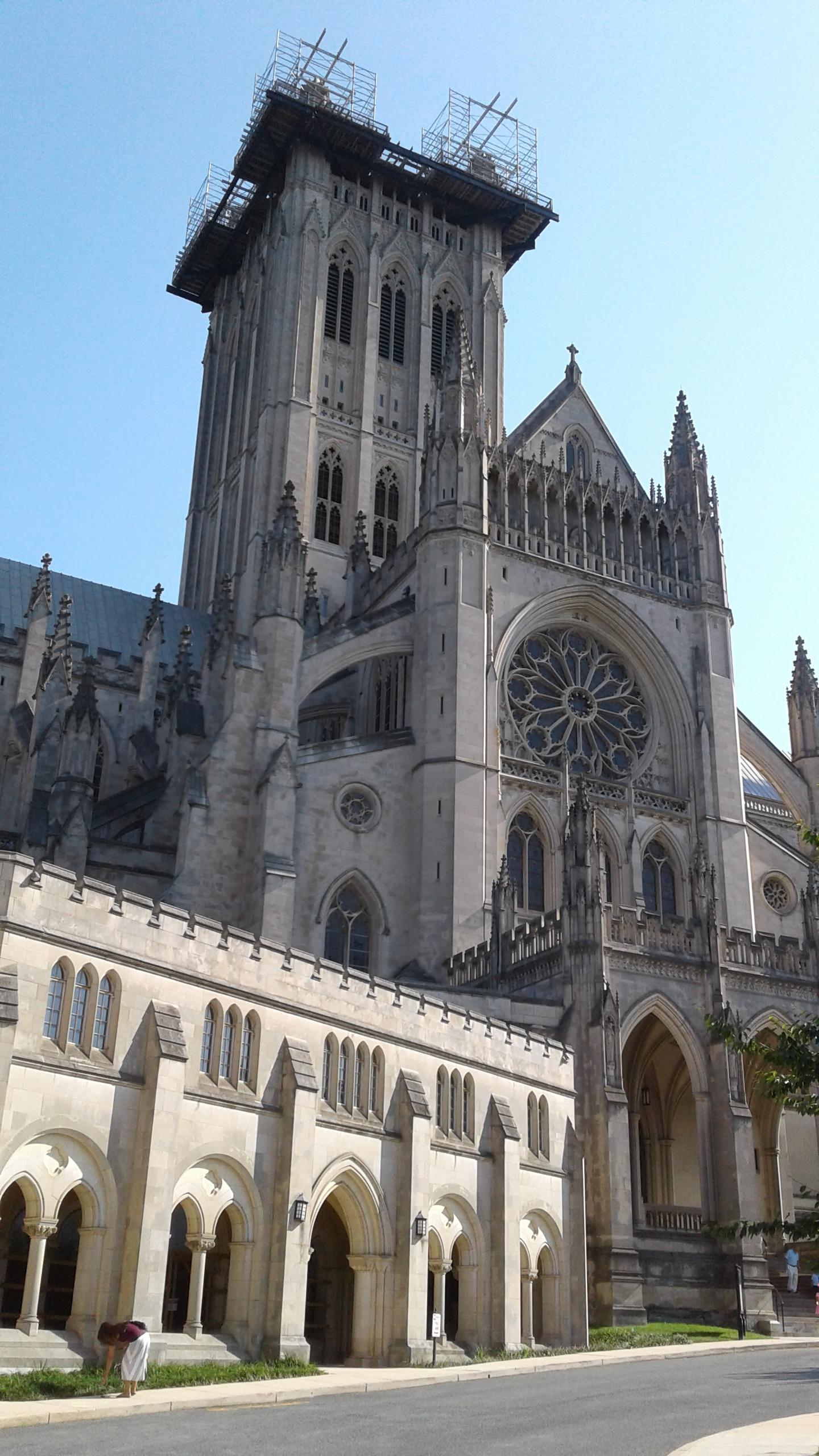
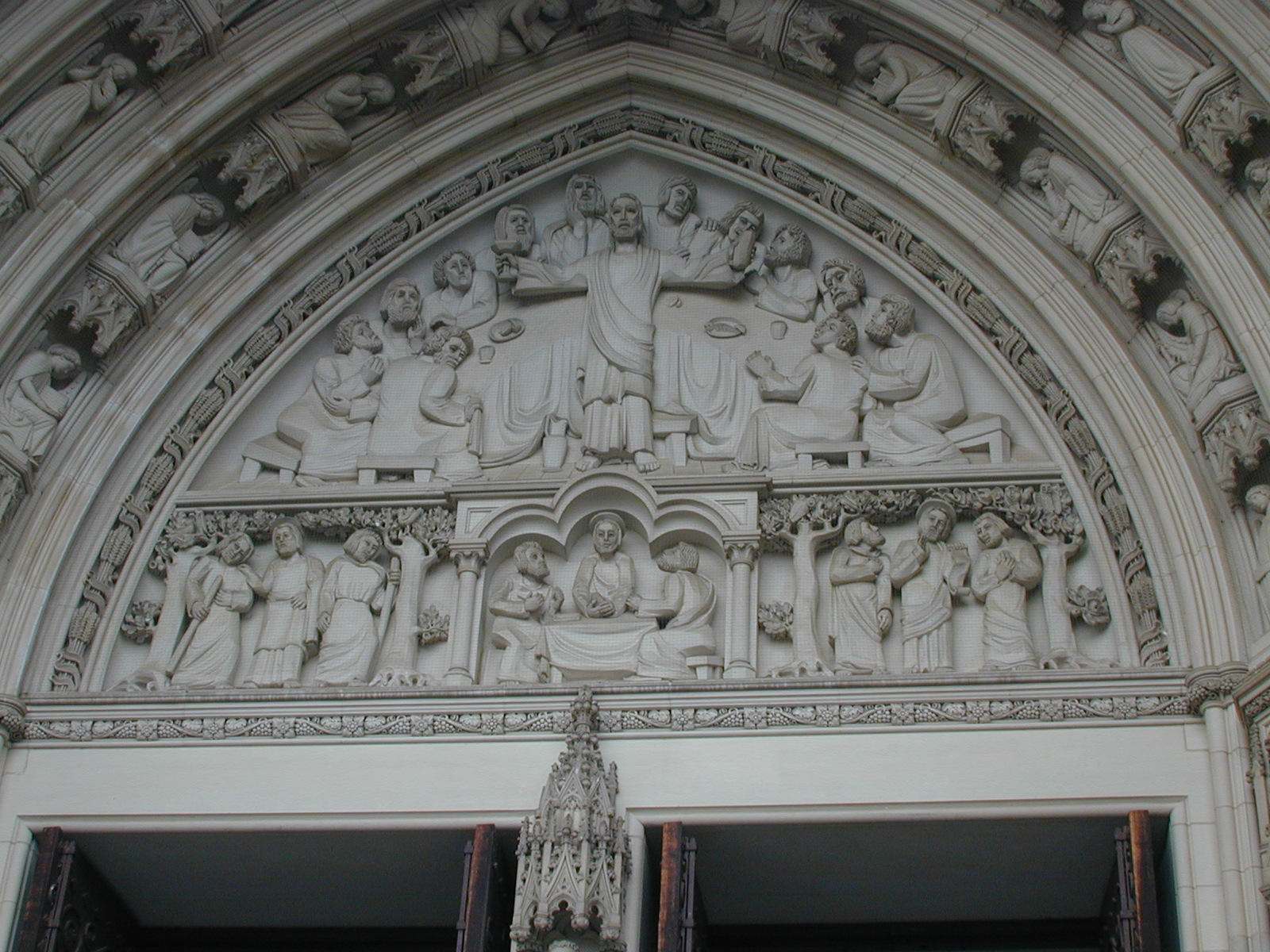
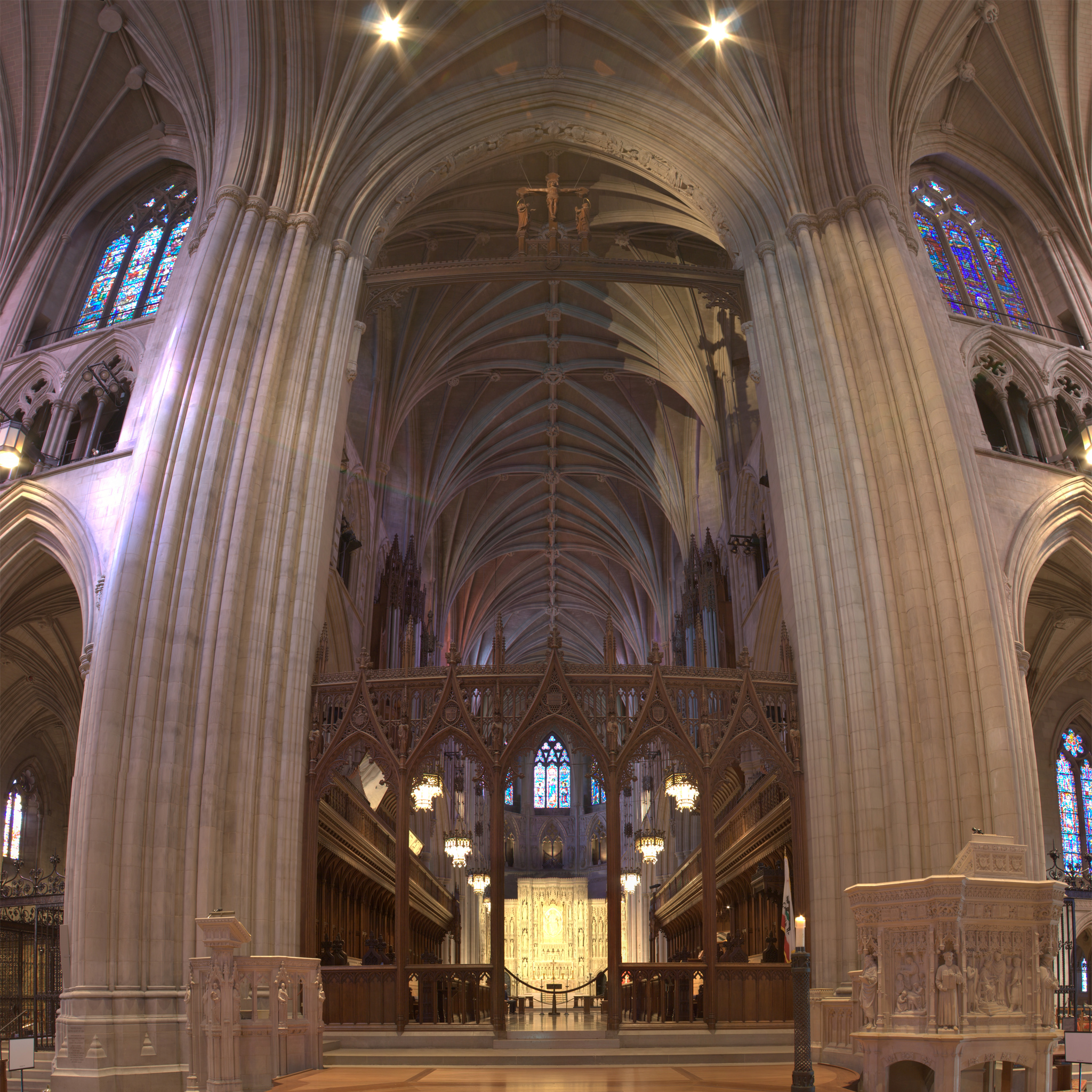
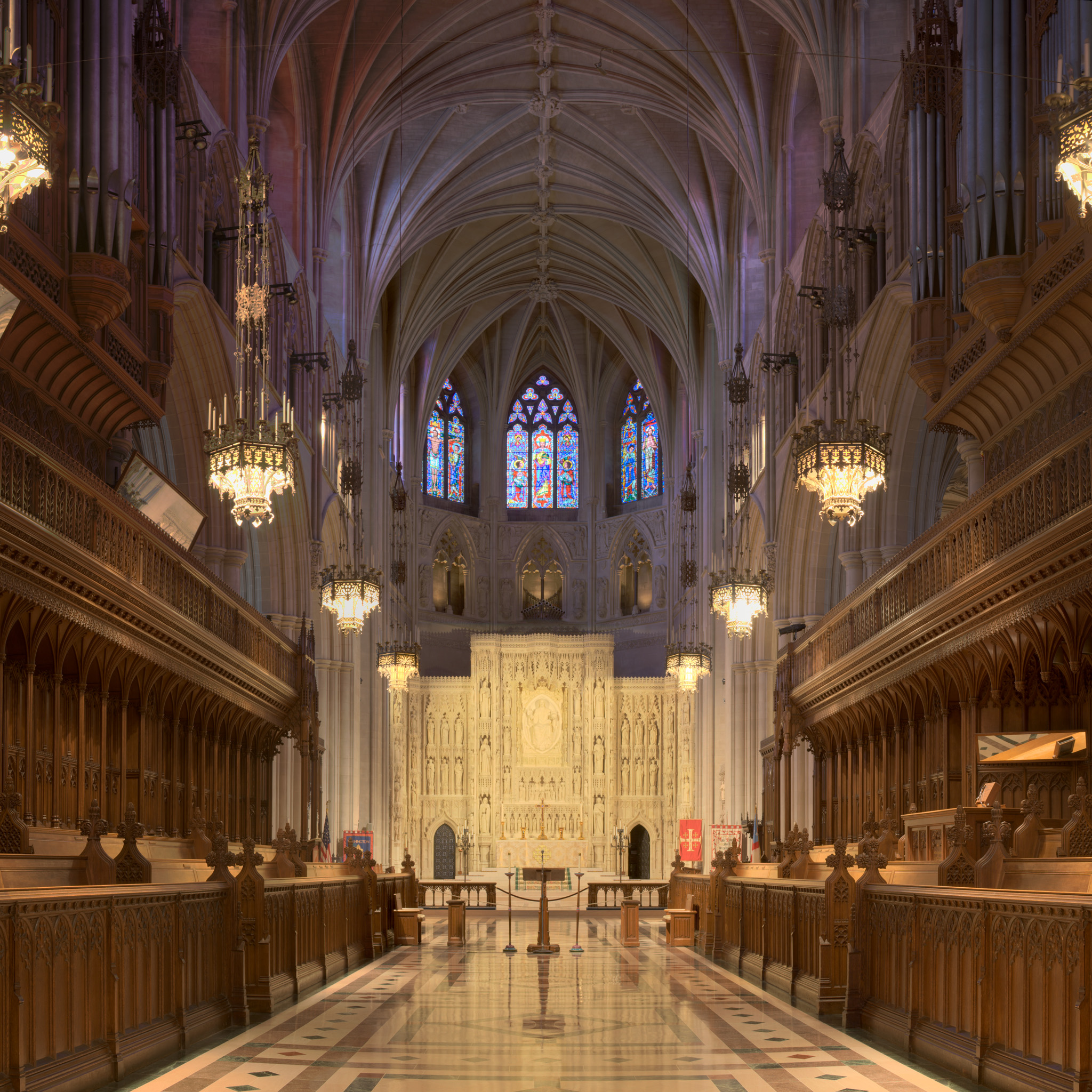
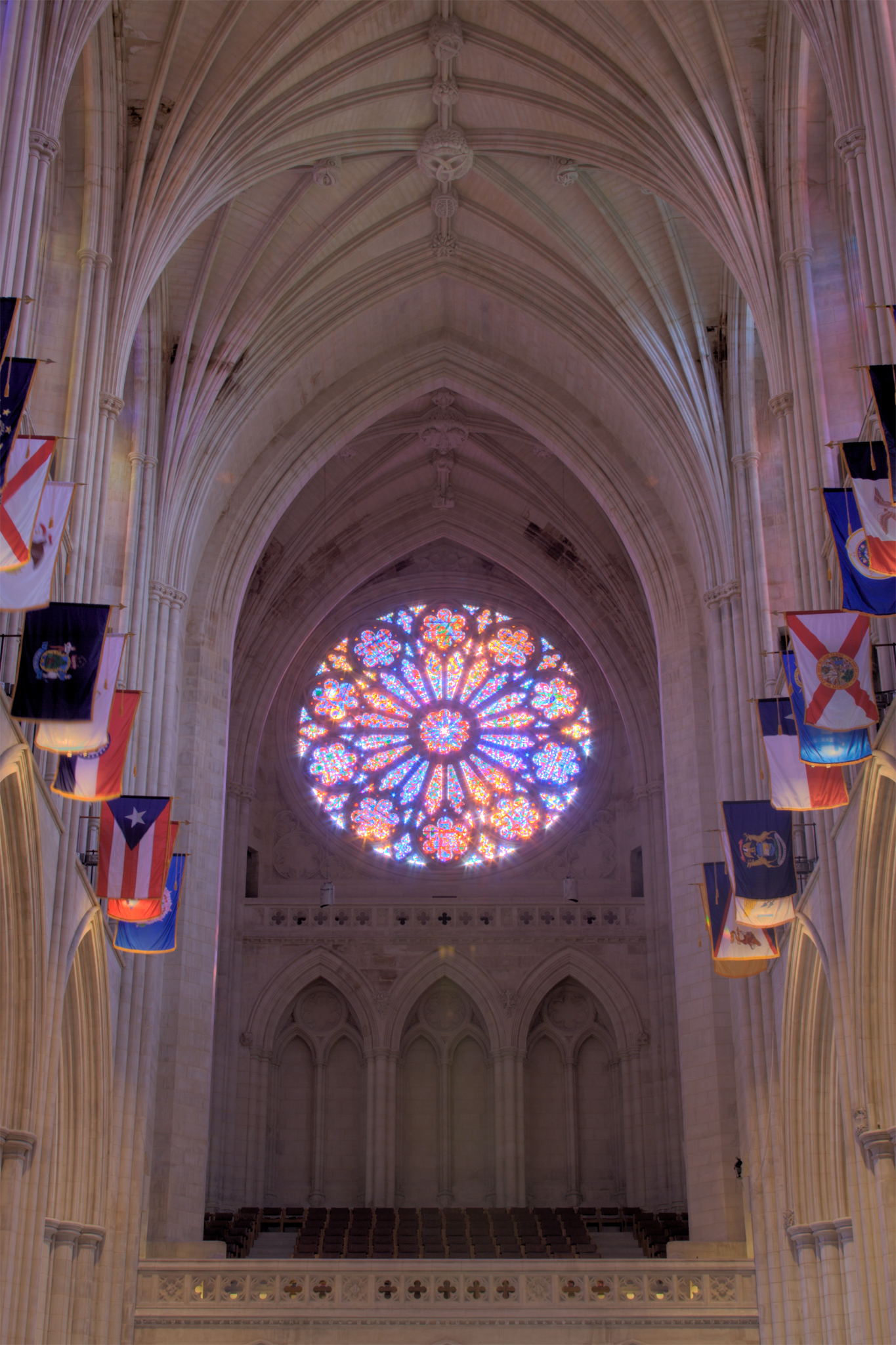
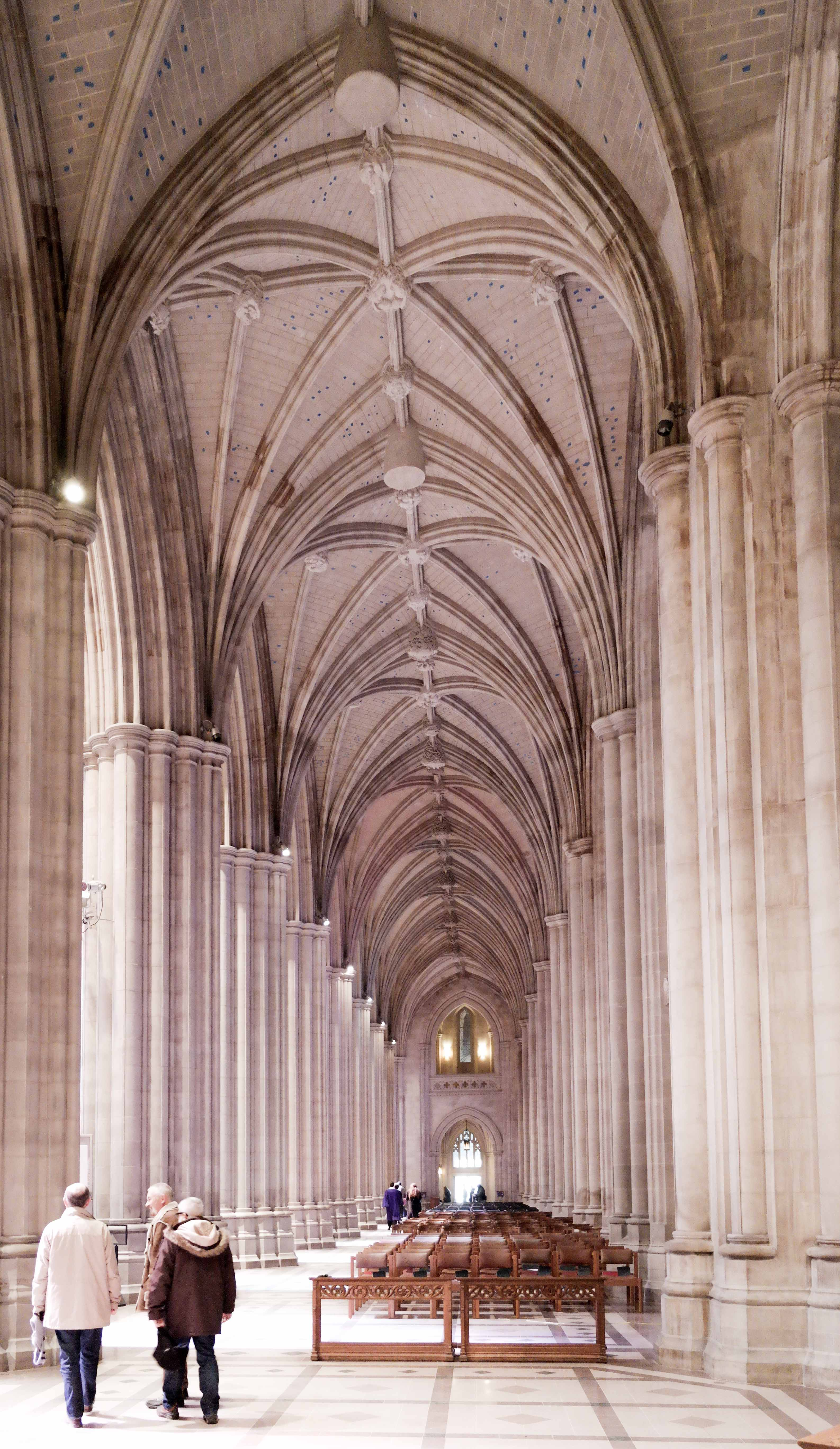

## Liste des doyens titulaires
Le doyen de la cathédrale est actuellement, et depuis le 23 avril 2005, Samuel T. Lloyd III. Les précédents responsables de la cathédrale furent successivement :
- Alfred Harding (1909–1916)
- George C. F. Bratenahl (1916–1936)
- Noble C. Powell (1937–1941)
- Zebarney T. Phillips (1941–1942)
- John W. Suter (1944–1950)
- Francis B. Sayre, Jr. (1951–1978)
- John T. Walker (1978–1989)
- Nathan D. Baxter (1992–2003)